# Clint Field
Clint Field (ur. 16 czerwca 1983 w Marion) – amerykański kierowca wyścigowy.

## Kariera
Field rozpoczął karierę w międzynarodowych wyścigach samochodowych w 2001 roku od startów w Grand American Rolex Series - SportsRacing Prototypes, gdzie raz stanął na podium. Z dorobkiem 229 punktów został sklasyfikowany na dziesiątej pozycji w klasyfikacji generalnej. W późniejszych latach Amerykanin pojawiał się także w stawce American Le Mans Series, Grand American Rolex Series, 1000 km Le Mans, Le Mans Endurance Series oraz 24-godzinnego wyścigu Le Mans.